# Colias flaveola
Colias flaveola is een vlindersoort uit de familie van de Pieridae (witjes), onderfamilie Coliadinae.
Colias flaveola werd in 1852 beschreven door Blanchard.